# Luka Elsner
Pour les articles homonymes, voir Elsner.
Luka Elsner, né le 2 août 1982 à Ljubljana (Slovénie), est un footballeur international slovène évoluant au poste de défenseur, reconverti entraîneur.

## Biographie

### Carrière de joueur
Né à Ljubljana, il grandit dans le quartier Fabron à Nice, là où son père Marko (1960-2020), ancien défenseur central international yougoslave puis slovène, a joué durant cinq ans. Il est également le petit-fils de Branko Elsner, sélectionneur de l'équipe d'Autriche de 1985 à 1987. Son frère Rok est très ami avec Hugo Lloris, qui passe régulièrement du temps chez les Elsner qu'il côtoie toujours.
Il commence sa carrière chez les jeunes de l'OGC Nice puis du côté de l'US Cagnes avant de passer professionnel au NK Domžale en 2004. En janvier 2010, il signe un contrat de six mois en Autriche avec le club d'Austria Kärnten, puis s'exile à Bahreïn en rejoignant l'Al Muharraq Club.
En janvier 2011, il retrouve le NK Domžale, club où il met un terme à sa carrière en 2012. Le bilan de sa carrière dans les championnats européens s'élève à 227 matchs joués en première division slovène, pour cinq buts inscrits, et 15 matchs disputés en première division autrichienne.
Il compte une sélection avec l'Équipe de Slovénie espoirs et aussi une avec l'Équipe de Slovénie A. Sa seule et unique sélection en équipe nationale A intervient le 26 mai 2008, lors d'un match amical contre la Suède (défaite 1-0 à Göteborg).

### Carrière d'entraîneur

#### NK Domžale
En 2012, il retrouve les locaux du NK Domžale pour devenir l'entraîneur adjoint de l'équipe première du club. Un an plus tard, il devient l'entraîneur principal de l'équipe première.

#### NK Olimpija Ljubljana
Par la suite, en 2016, il change de club mais reste dans son pays natal. Il signe au NK Olimpija Ljubljana, où il reste un an.

#### Paphos FC
Il part ensuite s'exiler en Chypre pendant un an, en signant au Paphos FC.

#### Royale Union Saint-Gilloise
Par la suite, en 2018, il signe en Belgique, avec la Royale Union saint-gilloise.
Durant la saison 2018-2019, il mènera le club bruxellois à la 3e place de la D1B (d2 belge) et réalisera d'excellents PO2.
Il permettra surtout aux unionistes d'atteindre les demi-finales de la Coupe de Belgique, en éliminant notamment Anderlecht en 1/16e de finale et Genk en 1/4 de finale. Le club de la capitale tombant face à Malines.
Ses performances à la tête de l'Union attirent les regards, notamment le Sporting de Charleroi et l'Amiens SC, en Ligue 1.

#### Amiens SC
Le 19 juin 2019, l'Amiens SC annonce la signature de Luka Elsner comme nouvel entraîneur principal, en remplacement de Christophe Pélissier. La saison 2019-2020 s'annonce difficile autant du point de vue sportif, qu'extra-sportif. Le championnat étant arrêté pour cause de pandémie de Covid-19, Amiens qui occupait l'avant-dernière place est relégué en Ligue 2. L'entraîneur dénonce l'inéquité sportive, n'ayant pas pu se battre sur le terrain, alors qu'il restait une dizaine de matchs à disputer.
Le 28 septembre 2020, après un match nul contre Pau et une entame de championnat poussive, le club amiénois décide de remercier son entraîneur.

#### KV Courtrai
Le 31 janvier 2021, Luka Elsner signe un contrat de 3 ans et demi au KV Courtrai, en remplacement d'Yves Vanderhaeghe. Il signe ainsi son retour en Belgique.
Les kerels étant classés 15e à l'arrivée de Luka Elsner, l'entraîneur slovène amène le club à la 14e place en fin de championnat.

#### Standard de Liège
Le 7 octobre 2021, il quitte le KV Courtrai pour signer comme T1 au Standard de Liège, amenant dans ses bagages Will Still en tant que T2.
La mission première de l'entraîneur slovène sera de remettre le club liégeois à la lutte pour les PO (1 ou 2), les Rouches étant classés 12e à son arrivée.
À la fin de la phase classique du championnat, le Standard est 14e, son pire classement depuis la saison 1945-1946 (soit depuis 76 ans). Luka Elsner n'aura pas permis de redresser l'équipe liégeoise et son avenir comme T1 du club est incertain.
Le 20 avril 2022, la direction du Standard annonce que l'entraîneur slovène ne sera plus à la tête du club pour la saison 2022-2023.

#### Le Havre AC
Le 20 juin 2022, il est nommé entraineur principal du Havre AC, en remplacement de Paul Le Guen, avec en directeur sportif Mathieu Bodmer arrivant au même moment en poste,. 
Avec pour objectif déclaré de « ramener les gens au Stade Océane », les havrais attendent la quatrième journée pour remporter leur premier match de la saison à Saint-Etienne (6-0). Il s'ensuit une bonne série de résultats, qui voit Le Havre prendre les commandes du championnat en novembre lors d'une victoire face à Quevilly-Rouen. Les Ciel & Marine obtiennent de bons résultats face à leur concurrents directs pour la montée tels que Bordeaux, Metz ou Bastia et parviennent à remporter le championnat de Ligue 2 à la dernière journée face à Dijon (1-0). 
Fort d'une défense très efficace, avec seulement 19 buts encaissés sur l'ensemble de la saison, le HAC égale le record du plus petit nombre de buts concédés en Ligue 2. Il termine la saison avec seulement trois défaites, dont une série de trente-deux rencontres sans perdre, un nouveau record égalé. Elsner remporte le trophée UNFP 2023 du meilleur entraîneur du championnat.
Durant la saison 2023-2024, Luka Elsner se voit reconduit à la tête de l'équipe Ciel et Marine avec un objectif : le maintien dans l'élite du football français. Malgré une première partie de championnat très encourageante (11e durant la trêve hivernale), la seconde partie de championnat sera beaucoup plus laborieuse. Le HAC obtiendra malgré tout son maintien et terminera à la 15ème place de la ligue 1 (honorable pour l'un des plus petits budgets du championnat).

#### Stade de Reims
Le 12 juin 2024, le Stade de Reims annonce l'arrivée de Luka Elsner au club pour deux saisons. Le 25 juin, après plusieurs semaines de négociation avec le Havre AC, il est officialisé,,.
Le 3 février 2025, Luka Elsner et le Stade de Reims décident de mettre fin à leur collaboration, avec effet immédiat,,.

## Palmarès de joueur
- NK Domžale
  - Champion de Slovénie de Prva liga en 2007 et 2008.
  - Vice-champion de Slovénie de Prva liga en 2005 et 2006.
  - Vainqueur de la Coupe de Slovénie en 2011.
  - Finaliste de la Coupe de Slovénie en 2010.
  - Vainqueur de la Supercoupe de Slovénie en 2007 et 2011.
  - Finaliste de la Supercoupe de Slovénie en 2008.

- Al Muharraq Club
  - Champion de Bahreïn en 2011.

## Palmarès d’entraîneur
- Le Havre AC
  - Champion de France de Ligue 2 en 2023.

## Distinctions individuelles
- Trophées UNFP 2023 : meilleur entraîneur de Ligue 2[23].